# واكو (جورجيا)
واكو (بالإنجليزية: Waco, Georgia)‏ هي مدينة تقع في مقاطعة هارالسون، جورجيا بولاية جورجيا في الولايات المتحدة. تبلغ مساحة هذه المدينة 4.2 (كم²)، وترتفع عن سطح البحر 421 م، بلغ عدد سكانها 469 نسمة في عام 2010 حسب إحصاء مكتب تعداد الولايات المتحدة.

## وصلات خارجية
- Cities & Counties - Georgia.gov